# نويل ثورنتون
نويل ثورنتون (بالإنجليزية: Noel Thornton)‏ هو لاعب دوري الرغبي أسترالي، ولد في 3 يونيو 1943 في سيدني في أستراليا، وتوفي بنفس المكان في 11 يناير 2018.